# کوربیتس
کوربیتس (به آلمانی: Kürbitz) یک منطقهٔ مسکونی در آلمان است که در وایشلیتس واقع شده‌است. کوربیتس ۷۰۰ نفر جمعیت دارد.